# Chlorophytum benuense
Espèce
Chlorophytum benuense Engl. & K. Krause est une espèce de plantes de la famille des Liliaceae et du genre Chlorophytum. Elle est endémique du Cameroun.

## Étymologie
Son épithète spécifique benuense fait référence à la Bénoué, une rivière qui prend sa source dans le massif de l'Adamaoua, au nord du Cameroun.